# Convocazioni per il campionato mondiale maschile di pallamano 2019
Elenco dei giocatori convocati da ciascuna Nazionale partecipante al campionato mondiale maschile di pallamano 2019.
Età, squadre, presenze e reti aggiornate al 10 gennaio 2019.

## Girone A

### Brasile
Commissario tecnico: Washington Nunes
| N. | Pos. | Nome                   | Data di nascita (età)      | Altezza | Pres. | Reti | Squadra             |
| -- | ---- | ---------------------- | -------------------------- | ------- | ----- | ---- | ------------------- |
| 2  | CB   | Henrique Teixeira      | 27 febbraio 1989 (29 anni) | 1,92 m  | 112   | 172  | CSM București       |
| 7  | LB   | Guilherme Valadão Gama | 25 gennaio 1991 (27 anni)  | 1,94 m  | 60    | 176  | HC Taubaté          |
| 10 | RB   | José Toledo            | 11 gennaio 1994 (24 anni)  | 1,93 m  | 82    | 216  | Wisła Płock         |
| 14 | LB   | Thiagus dos Santos     | 25 gennaio 1989 (29 anni)  | 1,98 m  | 131   | 228  | Barcelona           |
| 17 | P    | Alexandro Pozzer       | 21 dicembre 1988 (30 anni) | 1,92 m  | 100   | 148  | CSM București       |
| 18 | LW   | Felipe Borges          | 14 maggio 1985 (33 anni)   | 1,88 m  | 210   | 730  | Tremblay            |
| 19 | RW   | Fábio Chiuffa          | 10 marzo 1989 (29 anni)    | 1,87 m  | 138   | 352  | Sporting CP         |
| 25 | P    | Vinícius Teixeira      | 3 aprile 1988 (30 anni)    | 1,89 m  | 135   | 540  | HC Taubaté          |
| 32 | LW   | Cleryston Novais       | 15 ottobre 1992 (26 anni)  | 1,80 m  | 22    | 34   | Beykoz Belediyespor |
| 35 | LB   | Thiago Ponciano        | 8 maggio 1994 (24 anni)    | 1,93 m  | 27    | 20   | Ciudad Encantada    |
| 37 | LB   | Haniel Langaro         | 7 marzo 1995 (23 anni)     | 1,98 m  | 60    | 284  | Dunkerque           |
| 49 | LB   | Raul Nantes            | 20 marzo 1990 (28 anni)    | 1,95 m  | 70    | 250  | Helvetia Anaitasuna |
| 62 | GK   | Leonardo Terçariol     | 14 aprile 1987 (31 anni)   | 1,94 m  | 35    | 1    | BM Benidorm         |
| 77 | RW   | Rudolph Hackbarth      | 10 marzo 1994 (24 anni)    | 1,89 m  | 19    | 262  | EC Pinheiros        |
| 89 | GK   | César Almeida          | 6 gennaio 1989 (30 anni)   | 1,87 m  | 90    | 4    | BM Granollers       |
| 95 | RB   | Gustavo Rodrigues      | 9 aprile 1995 (23 anni)    | 1,90 m  | 20    | 70   | US Créteil Handball |

### Francia
Commissario tecnico: Didier Dinart
| N. | Pos.  | Nome               | Data di nascita (età)       | Altezza | Pres. | Reti | Squadra                    |
| -- | ----- | ------------------ | --------------------------- | ------- | ----- | ---- | -------------------------- |
| 1  | GK    | Cyril Dumoulin     | 2 febbraio 1984 (34 anni)   | 1,99 m  | 78    | 0    | HBC Nantes                 |
| 5  | RB    | Nedim Remili       | 18 luglio 1995 (23 anni)    | 1,95 m  | 46    | 133  | Paris Saint-Germain        |
| 7  | LB    | Romain Lagarde     | 5 marzo 1997 (21 anni)      | 1,94 m  | 16    | 15   | HBC Nantes                 |
| 9  | CB    | Melvyn Richardson  | 30 gennaio 1997 (21 anni)   | 1,90 m  | 7     | 16   | Montpellier                |
| 10 | RB    | Dika Mem           | 31 agosto 1997 (21 anni)    | 1,94 m  | 28    | 64   | FC Barcelona               |
| 12 | GK    | Vincent Gérard     | 16 dicembre 1986 (32 anni)  | 1,89 m  | 74    | 7    | Montpellier                |
| 13 | CB    | Nikola Karabatić   | 11 aprile 1984 (34 anni)    | 1,96 m  | 299   | 1181 | Paris Saint-Germain        |
| 14 | LW/CB | Kentin Mahé        | 22 maggio 1991 (27 anni)    | 1,86 m  | 92    | 302  | Telekom Veszprém           |
| 15 | LW    | Mathieu Grébille   | 6 ottobre 1991 (27 anni)    | 1,98 m  | 53    | 79   | Montpellier                |
| 17 | LB    | Timothey N'Guessan | 18 settembre 1992 (26 anni) | 1,96 m  | 64    | 118  | FC Barcelona               |
| 19 | RW    | Luc Abalo          | 6 settembre 1984 (34 anni)  | 1,82 m  | 243   | 759  | Paris Saint-Germain        |
| 20 | P     | Cédric Sorhaindo   | 7 giugno 1984 (34 anni)     | 1,92 m  | 202   | 414  | FC Barcelona               |
| 21 | LW    | Michaël Guigou     | 28 gennaio 1982 (36 anni)   | 1,80 m  | 260   | 902  | Montpellier                |
| 22 | P     | Luka Karabatić     | 19 aprile 1988 (30 anni)    | 2,02 m  | 84    | 96   | Paris Saint-Germain        |
| 23 | P     | Ludovic Fabregas   | 1º luglio 1996 (22 anni)    | 1,98 m  | 50    | 68   | FC Barcelona               |
| 26 | CB    | Nicolas Claire     | 10 luglio 1987 (31 anni)    | 1,90 m  | 33    | 37   | HBC Nantes                 |
| 27 | RB    | Adrien Dipanda     | 3 maggio 1988 (30 anni)     | 2,02 m  | 56    | 84   | Saint-Raphaël Var Handball |
| 28 | RB/RW | Valentin Porte     | 7 settembre 1990 (28 anni)  | 1,90 m  | 100   | 264  | Montpellier HB             |

### Germania
Commissario tecnico: Christian Prokop
| N. | Pos. | Nome               | Data di nascita (età)     | Altezza | Pres. | Reti | Squadra                  |
| -- | ---- | ------------------ | ------------------------- | ------- | ----- | ---- | ------------------------ |
| 3  | LW   | Uwe Gensheimer     | 26 ottobre 1986 (32 anni) | 1,88 m  | 160   | 753  | Paris Saint-Germain      |
| 6  | LB   | Finn Lemke         | 30 aprile 1992 (26 anni)  | 2,10 m  | 66    | 25   | MT Melsungen             |
| 7  | P    | Patrick Wiencek    | 22 marzo 1989 (29 anni)   | 2,01 m  | 123   | 276  | THW Kiel                 |
| 8  | CB   | Tim Suton          | 8 maggio 1996 (22 anni)   | 1,91 m  | 7     | 12   | TBV Lemgo                |
| 10 | RB   | Fabian Wiede       | 8 febbraio 1994 (24 anni) | 1,94 m  | 65    | 121  | Füchse Berlino           |
| 12 | GK   | Silvio Heinevetter | 21 ottobre 1984 (34 anni) | 1,94 m  | 180   | 2    | Füchse Berlino           |
| 13 | P    | Hendrik Pekeler    | 2 luglio 1991 (27 anni)   | 2,03 m  | 85    | 135  | THW Kiel                 |
| 17 | RB   | Steffen Weinhold   | 19 luglio 1986 (32 anni)  | 1,91 m  | 114   | 283  | THW Kiel                 |
| 19 | CB   | Martin Strobel     | 5 giugno 1986 (32 anni)   | 1,89 m  | 140   | 160  | HBW Balingen-Weilstetten |
| 23 | LB   | Steffen Fäth       | 4 aprile 1990 (28 anni)   | 1,95 m  | 67    | 143  | Rhein-Neckar Löwen       |
| 24 | RW   | Patrick Groetzki   | 4 luglio 1989 (29 anni)   | 1,89 m  | 133   | 352  | Rhein-Neckar Löwen       |
| 25 | RB   | Kai Häfner         | 10 luglio 1989 (29 anni)  | 1,92 m  | 68    | 149  | TSV Hannover-Burgdorf    |
| 32 | RB   | Franz Semper       | 5 luglio 1997 (21 anni)   | 1,90 m  | 5     | 12   | SC DHfK Leipzig          |
| 33 | GK   | Andreas Wolff      | 3 marzo 1991 (27 anni)    | 1,98 m  | 73    | 9    | THW Kiel                 |
| 37 | LW   | Matthias Musche    | 18 luglio 1992 (26 anni)  | 1,86 m  | 31    | 54   | SC Magdeburgo            |
| 38 | LB   | Fabian Böhm        | 24 giugno 1989 (29 anni)  | 1,98 m  | 16    | 43   | TSV Hannover-Burgdorf    |
| 48 | P    | Jannik Kohlbacher  | 19 luglio 1995 (23 anni)  | 1,93 m  | 50    | 96   | Rhein-Neckar Löwen       |
| 95 | CB   | Paul Drux          | 7 febbraio 1995 (23 anni) | 1,92 m  | 66    | 128  | Füchse Berlino           |

### Corea unificata
Commissario tecnico: Cho Young-shin
| N. | Pos. | Nome            | Data di nascita (età)       | Altezza | Pres. | Reti | Squadra                           |
| -- | ---- | --------------- | --------------------------- | ------- | ----- | ---- | --------------------------------- |
| 1  | GK   | Park Jae-yong   | 20 marzo 1997 (21 anni)     | 1,91 m  | 3     |      | Korea National Sport University   |
| 2  | CB   | Ri Kyong-song   | 6 novembre 1997 (21 anni)   | 1,78 m  |       |      | Corea del Nord (bandiera)         |
| 3  | LB   | Pak Jong-gon    | 25 marzo 2000 (18 anni)     | 1,79 m  |       |      | Corea del Nord (bandiera)         |
| 5  | CB   | Choi Beom-mun   | 1º febbraio 1996 (22 anni)  | 1,80 m  | 6     |      | Chungnam Sports Council           |
| 7  | RB   | Jung Su-young   | 17 ottobre 1985 (33 anni)   | 1,85 m  | 25    |      | Hanam Handball Club               |
| 9  | RB   | Jo Tae-hun      | 30 giugno 1991 (27 anni)    | 1,83 m  | 6     |      | Doosan                            |
| 10 | LB   | Park Young-jun  | 28 gennaio 1994 (24 anni)   | 1,88 m  | 5     |      | Korea Armed Forces Athletic Corps |
| 11 | LW   | Jang Dong-hyun  | 13 gennaio 1995 (23 anni)   | 1,80 m  | 11    |      | SK Hawks                          |
| 13 | RW   | Park Dong-kwang | 14 aprile 1996 (22 anni)    | 1,82 m  | 8     |      | Hanam Sports Council              |
| 14 | LB   | Ri Song-jin     | 11 agosto 1989 (29 anni)    | 1,78 m  |       |      | Corea del Nord (bandiera)         |
| 15 | P    | Kim Dong-myung  | 5 agosto 1985 (33 anni)     | 1,95 m  | 5     |      | Doosan                            |
| 17 | RW   | Na Seung-do     | 27 gennaio 1990 (28 anni)   | 1,95 m  | 13    |      | Doosan                            |
| 20 | CB   | Kang Tan        | 22 settembre 1999 (19 anni) | 1,86 m  | 2     |      | Korea National Sport University   |
| 22 | LW   | Seo Seung-hyun  | 24 marzo 1991 (27 anni)     | 1,78 m  | 2     |      | Hanam Handball Club               |
| 23 | LB   | Park Kwang-soon | 6 maggio 1996 (22 anni)     | 1,87 m  | 6     |      | Hanam Sports Council              |
| 24 | RB   | Ri Yong-myong   | 27 luglio 1998 (20 anni)    | 1,85 m  |       |      | Corea del Nord (bandiera)         |
| 34 | CB   | Kang Jeong-gu   | 11 maggio 1990 (28 anni)    | 1,79 m  | 6     |      | Doosan                            |
| 52 | P    | Jeong Jae-wan   | 1º settembre 1996 (22 anni) | 1,88 m  | 6     |      | Hanam Sports Council              |
| 88 | P    | Ku Change-un    | 30 giugno 1991 (27 anni)    | 1,90 m  | 10    |      | Doosan                            |
| 94 | GK   | Ji Hyung-jin    | 25 maggio 1994 (24 anni)    | 1,82 m  | 4     |      | Kyung Hee University              |

### Russia
Commissario tecnico: Eduard Koksharov
| N. | Pos. | Nome                  | Data di nascita (età)       | Altezza | Pres. | Reti | Squadra              |
| -- | ---- | --------------------- | --------------------------- | ------- | ----- | ---- | -------------------- |
| 1  | GK   | Oleg Grams            | 20 febbraio 1984 (34 anni)  | 2,00 m  | 139   | 0    | Dunkerque            |
| 5  | RB   | Dmitrii Kiselev       | 15 gennaio 1994 (24 anni)   | 1,94 m  | 31    | 78   | RK Vardar            |
| 6  | RW   | Daniil Shishkarev     | 6 luglio 1988 (30 anni)     | 1,91 m  | 111   | 280  | RK Vardar            |
| 7  | RW   | Dmitry Kovalyov       | 15 maggio 1982 (36 anni)    | 1,80 m  | 201   | 530  | HC Spartak           |
| 8  | P    | Yegor Yevdokimov      | 9 marzo 1982 (36 anni)      | 2,03 m  | 132   | 179  | HC Spartak           |
| 9  | LB   | Alexander Shkurinskiy | 11 aprile 1995 (23 anni)    | 1,93 m  | 29    | 47   | Meshkov Brest        |
| 16 | GK   | Dmitry Pavlenko       | 1º gennaio 1991 (28 anni)   | 1,93 m  | 30    | 0    | Chekhovskiye Medvedi |
| 17 | LB   | Aleksandr Dereven     | 26 marzo 1992 (26 anni)     | 1,98 m  | 23    | 55   | HC Spartak           |
| 18 | P    | Sergej Gorpishin      | 31 agosto 1997 (21 anni)    | 2,00 m  | 4     | 3    | HC Erlangen          |
| 21 | P    | Gleb Kalarash         | 29 novembre 1990 (28 anni)  | 2,05 m  | 53    | 81   | RK Vardar            |
| 23 | LW   | Roman Ostrashchenko   | 26 settembre 1992 (26 anni) | 1,88 m  | 19    | 15   | Chekhovskiye Medvedi |
| 31 | LW   | Timur Dibirov         | 30 luglio 1983 (35 anni)    | 1,80 m  | 199   | 684  | RK Vardar            |
| 34 | LB   | Vitaly Komogorov      | 28 agosto 1991 (27 anni)    | 1,96 m  | 15    | 13   | CS Dinamo București  |
| 43 | P    | Maksim Mikhalin       | 3 settembre 1997 (21 anni)  | 2,07 m  | 9     | 4    | SKIF Krasnodar       |
| 87 | GK   | Victor Kireev         | 5 maggio 1987 (31 anni)     | 1,90 m  | 48    | 0    | Motor Zaporozhye     |
| 89 | CB   | Dmitry Zhitnikov      | 20 novembre 1989 (29 anni)  | 1,97 m  | 112   | 270  | Pick Szeged          |
| 97 | RW   | Aleksei Fokin         | 29 agosto 1997 (21 anni)    | 1,85 m  | 0     | 0    | HC Kaustik           |
| 99 | LB   | Sergei Kosorotov      | 16 giugno 1999 (19 anni)    | 1,99 m  | 2     | 3    | Chekhovskiye Medvedi |

### Serbia
Commissario tecnico: Nenad Peruničić
| N. | Pos. | Nome               | Data di nascita (età)      | Altezza | Pres. | Reti | Squadra                   |
| -- | ---- | ------------------ | -------------------------- | ------- | ----- | ---- | ------------------------- |
| 2  | LB   | Miljan Pušica      | 30 giugno 1991 (27 anni)   | 2,00 m  | 26    | 53   | GWD Minden                |
| 3  | RW   | Vukašin Vorkapić   | 1º ottobre 1997 (21 anni)  | 1,84 m  | 12    | 26   | RK Metaloplastika         |
| 6  | RB   | Miloš Orbović      | 2 novembre 1993 (25 anni)  | 1,96 m  | 10    | 18   | SCM Politehnica Timișoara |
| 7  | CB   | Stefan Vujić       | 6 luglio 1991 (27 anni)    | 1,92 m  | 16    | 23   | Steaua București          |
| 12 | GK   | Svetislav Verkić   | 11 giugno 1981 (37 anni)   | 1,89 m  | 9     | 0    | RK Vojvodina              |
| 14 | RW   | Bogdan Radivojević | 2 marzo 1993 (25 anni)     | 1,86 m  | 39    | 72   | Rhein-Neckar Löwen        |
| 15 | LB   | Draško Nenadić     | 15 febbraio 1990 (28 anni) | 2,03 m  | 25    | 26   | RK Celje                  |
| 19 | LW   | Nemanja Ilić       | 11 maggio 1990 (28 anni)   | 1,77 m  | 59    | 159  | Fenix Toulouse            |
| 20 | LB   | Ivan Mošić         | 23 dicembre 1994 (24 anni) | 1,96 m  | 4     | 11   | CB Ademar León            |
| 21 | LW   | Vanja Ilić         | 25 febbraio 1995 (23 anni) | 1,86 m  | 14    | 29   | BM Logroño La Rioja       |
| 23 | P    | Zoran Nikolić      | 9 marzo 1993 (25 anni)     | 1,90 m  | 9     | 23   | HC Dobrogea Sud Constanța |
| 24 | CB   | Lazar Kukić        | 12 dicembre 1995 (23 anni) | 1,87 m  | 4     | 11   | BM Logroño La Rioja       |
| 25 | RB   | Nemanja Zelenović  | 27 febbraio 1990 (28 anni) | 1,94 m  | 57    | 189  | Frisch Auf Göppingen      |
| 29 | RB   | Milan Milić        | 14 maggio 1998 (20 anni)   | 1,99 m  | 8     | 23   | RK Metaloplastika         |
| 33 | P    | Mijajlo Marsenić   | 9 marzo 1993 (25 anni)     | 2,03 m  | 71    | 122  | Füchse Berlin             |
| 42 | CB   | Nemanja Obradović  | 8 gennaio 1991 (28 anni)   | 2,00 m  | 13    | 25   | Wisła Płock               |
| 76 | GK   | Vladimir Cupara    | 19 febbraio 1994 (24 anni) | 1,99 m  | 29    | 0    | Vive Kielce               |
| 96 | GK   | Dejan Milosavljev  | 16 marzo 1996 (22 anni)    | 1,96 m  | 15    | 0    | RK Vardar                 |

## Girone B

### Bahrein
Commissario tecnico:  Aron Kristjánsson
| N. | Pos. | Nome                | Data di nascita (età)       | Altezza | Pres. | Reti | Squadra    |
| -- | ---- | ------------------- | --------------------------- | ------- | ----- | ---- | ---------- |
| 1  | GK   | Husain Mahfoodh     | 29 giugno 2001 (17 anni)    | 1,75 m  | 10    | 1    | Tobli      |
| 7  | RB   | Ali Merza           | 7 luglio 1988 (30 anni)     | 1,84 m  | 80    | 350  | Al-Najma   |
| 9  | RW   | Hasan Al-Samahiji   | 22 febbraio 1991 (27 anni)  | 1,77 m  | 40    | 160  | Al-Ahli    |
| 15 | LB   | Mohamed Abdulredha  | 27 settembre 1989 (29 anni) | 1,86 m  | 35    | 70   | Alder      |
| 17 | CB   | Ahmed Husain        | 11 gennaio 1999 (19 anni)   | 1,80 m  | 30    | 90   | Al Tadamon |
| 18 | LW   | Ahmed Jalal         | 31 gennaio 1998 (20 anni)   | 1,68 m  | 25    | 61   | Shabab     |
| 19 | P    | Mohamed Merza       | 17 aprile 1987 (31 anni)    | 1,84 m  | 40    | 120  | Al-Najma   |
| 21 | GK   | Mohamed Abdulhusain | 12 agosto 1989 (29 anni)    | 1,87 m  | 85    | 25   | Al-Najma   |
| 27 | RW   | Bilal Basham        | 7 aprile 1991 (27 anni)     | 1,74 m  | 45    | 135  | Al-Najma   |
| 29 | LB   | Abdulla Yaseen      | 6 ottobre 1998 (20 anni)    | 1,80 m  | 30    | 120  | Shabab     |
| 33 | LB   | Hasan Madan         | 29 febbraio 1996 (22 anni)  | 1,94 m  | 30    | 90   | Alder      |
| 66 | LB   | Komail Mahfoodh     | 28 aprile 1992 (26 anni)    | 1,89 m  | 50    | 100  | Al-Najma   |
| 77 | LB   | Jasim Al-Salatna    | 23 marzo 1989 (29 anni)     | 1,85 m  | 80    | 240  | Al-Ahli    |
| 86 | GK   | Ali Khamis          | 9 agosto 1986 (32 anni)     | 1,92 m  | 45    | 5    | Ettifaq    |
| 88 | P    | Hasan Al-Fardan     | 10 dicembre 1988 (30 anni)  | 1,70 m  | 75    | 300  | Al-Najma   |
| 89 | LW   | Mahdi Saad          | 15 marzo 1989 (29 anni)     | 1,73 m  | 70    | 210  | Al-Najma   |
| 93 | RB   | Mohamed Habib       | 20 luglio 1993 (25 anni)    | 1,86 m  | 85    | 360  | Barbar     |
| 99 | CB   | Husain Al-Sayyad    | 14 gennaio 1988 (30 anni)   | 1,75 m  | 90    | 450  | Al-Najma   |

### Croazia
Commissario tecnico: Lino Červar
| N. | Pos. | Nome            | Data di nascita (età)       | Altezza | Pres. | Reti | Squadra               |
| -- | ---- | --------------- | --------------------------- | ------- | ----- | ---- | --------------------- |
| 1  | GK   | Ivan Stevanović | 18 maggio 1982 (36 anni)    | 1,93 m  | 59    | 1    | Kadetten Schaffhausen |
| 5  | CB   | Domagoj Duvnjak | 1º giugno 1988 (30 anni)    | 1,97 m  | 190   | 617  | THW Kiel              |
| 7  | RB   | Luka Stepančić  | 20 novembre 1990 (28 anni)  | 2,03 m  | 71    | 167  | Paris Saint-Germain   |
| 11 | RW   | Ivan Vida       | 14 marzo 1995 (23 anni)     | 1,86 m  | 2     | 3    | RK Nexe Našice        |
| 13 | RW   | Zlatko Horvat   | 25 settembre 1984 (34 anni) | 1,79 m  | 163   | 502  | RK Zagreb             |
| 18 | CB   | Igor Karačić    | 2 novembre 1988 (30 anni)   | 1,89 m  | 65    | 154  | RK Vardar             |
| 21 | LB   | Alen Blažević   | 23 settembre 1986 (32 anni) | 1,99 m  | 14    | 8    | Pick Szeged           |
| 26 | LW   | Manuel Štrlek   | 1º dicembre 1988 (30 anni)  | 1,81 m  | 151   | 529  | Telekom Veszprém      |
| 28 | P    | Željko Musa     | 8 gennaio 1986 (33 anni)    | 2,00 m  | 109   | 82   | SC Magdeburg          |
| 29 | CB   | Lovro Jotić     | 12 novembre 1994 (24 anni)  | 1,91 m  | 14    | 12   | RK Zagreb             |
| 32 | LB   | Ivan Slišković  | 23 ottobre 1991 (27 anni)   | 1,98 m  | 58    | 139  | Frisch Auf Göppingen  |
| 33 | CB   | Luka Cindrić    | 5 luglio 1993 (25 anni)     | 1,82 m  | 53    | 130  | Vive Targi Kielce     |
| 39 | LW   | David Mandić    | 14 settembre 1997 (21 anni) | 1,87 m  | 9     | 36   | RK Zagreb             |
| 44 | P    | Krešimir Kozina | 25 giugno 1990 (28 anni)    | 1,96 m  | 27    | 28   | Frisch Auf Göppingen  |
| 47 | RB   | Jakov Vranković | 12 giugno 1993 (25 anni)    | 2,00 m  | 13    | 24   | Tatabánya KC          |
| 53 | P    | Marin Šipić     | 29 aprile 1996 (22 anni)    | 1,90 m  | 7     | 16   | RK Nexe               |
| 55 | GK   | Marin Šego      | 2 agosto 1985 (33 anni)     | 1,98 m  | 28    | 1    | Pick Szeged           |
| 56 | P    | Kristian Bećiri | 14 giugno 1994 (24 anni)    | 2,02 m  | 2     | 0    | RK Celje              |
| 77 | LB   | Damir Bičanić   | 29 giugno 1985 (33 anni)    | 1,94 m  | 92    | 165  | RK Zagreb             |

### Islanda
Commissario tecnico: Guðmundur Guðmundsson
| N. | Pos. | Nome                       | Data di nascita (età)       | Altezza | Pres. | Reti | Squadra               |
| -- | ---- | -------------------------- | --------------------------- | ------- | ----- | ---- | --------------------- |
| 1  | GK   | Björgvin Páll Gústavsson   | 24 maggio 1985 (33 anni)    | 1,93 m  | 212   | 12   | Skjern Håndbold       |
| 4  | LB   | Aron Pálmarsson            | 19 luglio 1990 (28 anni)    | 1,93 m  | 129   | 500  | Barcelona             |
| 8  | LW   | Bjarki Már Elísson         | 16 maggio 1990 (28 anni)    | 1,91 m  | 49    | 106  | Füchse Berlin         |
| 10 | LW   | Stefán Rafn Sigurmannsson  | 19 maggio 1990 (28 anni)    | 1,96 m  | 64    | 83   | Pick Szeged           |
| 11 | P    | Ýmir Örn Gíslason          | 1º luglio 1997 (21 anni)    | 1,92 m  | 19    | 9    | Valur                 |
| 13 | LB   | Ólafur Guðmundsson         | 13 maggio 1990 (28 anni)    | 1,94 m  | 101   | 178  | IFK Kristianstad      |
| 14 | RB   | Ómar Ingi Magnússon        | 12 marzo 1997 (21 anni)     | 1,84 m  | 36    | 101  | Aalborg Håndbold      |
| 15 | LB   | Daníel Þór Ingason         | 15 gennaio 1995 (23 anni)   | 1,95 m  | 18    | 9    | Haukar Handball       |
| 17 | RW   | Arnór Þór Gunnarsson       | 23 ottobre 1987 (31 anni)   | 1,81 m  | 95    | 249  | Bergischer HC         |
| 18 | CB   | Gísli Þorgeir Kristjánsson | 30 luglio 1999 (19 anni)    | 1,90 m  | 13    | 21   | THW Kiel              |
| 20 | GK   | Ágúst Elí Björgvinsson     | 11 aprile 1995 (23 anni)    | 1,90 m  | 18    | 0    | IK Sävehof            |
| 21 | P    | Arnar Freyr Arnarsson      | 14 marzo 1996 (22 anni)     | 2,01 m  | 34    | 50   | IFK Kristianstad      |
| 22 | RW   | Sigvaldi Guðjónsson        | 4 luglio 1994 (24 anni)     | 1,91 m  | 6     | 14   | Elverum Håndball      |
| 23 | LB   | Ólafur Gústafsson          | 27 marzo 1989 (29 anni)     | 1,98 m  | 31    | 46   | KIF Kolding København |
| 24 | CB   | Haukur Þrastarson          | 14 aprile 2001 (17 anni)    | 1,92 m  | 6     | 7    | Selfoss               |
| 25 | CB   | Elvar Örn Jónsson          | 31 agosto 1997 (21 anni)    | 1,85 m  | 12    | 35   | Selfoss               |
| 28 | RW   | Óðinn Þór Ríkharðsson      | 23 ottobre 1997 (21 anni)   | 1,81 m  | 11    | 42   | GOG Håndbold          |
| 31 | RB   | Teitur Örn Einarsson       | 23 settembre 1998 (20 anni) | 1,90 m  | 4     | 1    | IFK Kristianstad      |

### Giappone
Commissario tecnico:  Dagur Sigurðsson
| N. | Pos. | Nome              | Data di nascita (età)       | Altezza | Pres. | Reti | Squadra           |
| -- | ---- | ----------------- | --------------------------- | ------- | ----- | ---- | ----------------- |
| 1  | GK   | Ryosuke Sasaki    | 6 marzo 1993 (25 anni)      | 1,92 m  | 6     | 0    | Toyoda Gosei      |
| 7  | LW   | Daisuke Miyazaki  | 6 giugno 1981 (37 anni)     | 1,73 m  | 129   | 582  | Osaki Osol        |
| 10 | LW   | Naoki Sugioka     | 18 aprile 1994 (24 anni)    | 1,78 m  | 2     | 1    | Toyota Auto Body  |
| 13 | P    | Kenya Kasahara    | 15 maggio 1988 (30 anni)    | 1,96 m  | 39    | 23   | Toyota Auto Body  |
| 15 | LB   | Adam Yuki Baig    | 12 aprile 1999 (19 anni)    | 1,94 m  | 13    | 29   | Cesson Rennes MHB |
| 16 | GK   | Akihito Kai       | 29 aprile 1987 (31 anni)    | 1,84 m  | 77    | 8    | Toyota Auto Body  |
| 18 | LW   | Kohei Narita      | 15 giugno 1989 (29 anni)    | 1,90 m  | 61    | 103  | Wakunaga Leolic   |
| 19 | RB   | Shinnosuke Tokuda | 6 dicembre 1995 (23 anni)   | 1,78 m  | 28    | 108  | Dabas VSE KC      |
| 20 | RB   | Jin Watanabe      | 17 gennaio 1990 (28 anni)   | 1,83 m  | 60    | 203  | Toyota Auto Body  |
| 21 | LW   | Remi Anri Doi     | 28 settembre 1989 (29 anni) | 1,80 m  | 25    | 55   | Chartres          |
| 24 | LB   | Hiroki Shida      | 24 giugno 1989 (29 anni)    | 1,89 m  | 70    | 206  | Osaki Osol        |
| 25 | RW   | Hiroki Motoki     | 14 febbraio 1992 (26 anni)  | 1,82 m  | 56    | 146  | Osaki Osol        |
| 26 | GK   | Yuki Kubo         | 24 maggio 1988 (30 anni)    | 1,86 m  | 32    | 0    | Daido Steel       |
| 27 | P    | Hiroyasu Tamakawa | 27 aprile 1995 (23 anni)    | 1,98 m  | 22    | 21   | Osaki Osol        |
| 29 | P    | Ryusei Okamoto    | 1º novembre 1993 (25 anni)  | 1,92 m  | 0     | 0    | Toyota Auto Body  |
| 31 | LB   | Tatsuki Yoshino   | 13 luglio 1994 (24 anni)    | 1,82 m  | 12    | 37   | Toyota Auto Body  |
| 33 | CB   | Yuto Agarie       | 6 luglio 1993 (25 anni)     | 1,82 m  | 36    | 111  | Daido Steel       |
| 44 | CB   | Tetsuya Kadoyama  | 22 ottobre 1983 (35 anni)   | 1,86 m  | 113   | 343  | Toyota Auto Body  |

### Macedonia
Commissario tecnico:  Raúl González
| N. | Pos. | Nome               | Data di nascita (età)      | Altezza | Pres. | Reti | Squadra              |
| -- | ---- | ------------------ | -------------------------- | ------- | ----- | ---- | -------------------- |
| 1  | GK   | Nikola Mitrevski   | 3 ottobre 1985 (33 anni)   | 1,88 m  | 56    | 0    | HC Dobrogea Sud      |
| 3  | LW   | Dejan Manaskov     | 26 agosto 1992 (26 anni)   | 1,80 m  | 38    | 117  | Telekom Veszprém     |
| 5  | P    | Stojanče Stoilov   | 30 aprile 1987 (31 anni)   | 1,92 m  | 32    | 51   | RK Vardar            |
| 7  | RB   | Kiril Lazarov      | 10 maggio 1980 (38 anni)   | 1,93 m  | 230   | 1603 | HBC Nantes           |
| 10 | CB   | Filip Čurlevski    | 22 febbraio 1992 (26 anni) | 1,77 m  | 0     | 0    | RK Eurofarm Rabotnik |
| 11 | LB   | Filip Taleski      | 28 marzo 1996 (22 anni)    | 2,00 m  | 19    | 48   | Rhein-Neckar Löwen   |
| 14 | LB   | Velko Markoski     | 5 aprile 1986 (32 anni)    | 1,94 m  | 44    | 8    | HC Dobrogea Sud      |
| 16 | GK   | Borko Ristovski    | 2 novembre 1982 (36 anni)  | 1,90 m  | 118   | 3    | S.L. Benfica         |
| 18 | LB   | Filip Kuzmanovski  | 3 luglio 1996 (22 anni)    | 1,98 m  | 11    | 31   | RK Eurofarm Rabotnik |
| 21 | LB   | Mario Tankoski     | 28 agosto 1998 (20 anni)   | 1,92 m  | 0     | 0    | RK Metalurg Skopje   |
| 22 | RW   | Goce Georgievski   | 12 febbraio 1987 (31 anni) | 1,85 m  | 64    | 170  | CSM București        |
| 23 | LB   | Filip Lazarov      | 21 aprile 1985 (33 anni)   | 1,97 m  | 47    | 133  | SG Ratingen 2011     |
| 24 | GK   | Zlatko Daskalovski | 8 dicembre 1984 (34 anni)  | 1,93 m  | 5     | 0    | Strasbourg           |
| 25 | CB   | Goran Krstevski    | 29 marzo 1996 (22 anni)    | 1,96 m  | 0     | 0    | RK Eurofarm Rabotnik |
| 28 | RW   | Martin Popovski    | 26 agosto 1994 (24 anni)   | 1,77 m  | 4     | 2    | RK Vardar            |
| 33 | P    | Žarko Peševski     | 11 aprile 1991 (27 anni)   | 1,95 m  | 11    | 17   | HC Motor Zaporizhia  |
| 37 | P    | Milan Lazarevski   | 9 febbraio 1997 (21 anni)  | 1,94 m  | 0     | 0    | RK Metalurg Skopje   |
| 77 | RB   | Martin Serafimov   | 3 marzo 2000 (18 anni)     | 1,90 m  | 0     | 0    | RK Metalurg Skopje   |

### Spagna
Commissario tecnico: Jordi Ribera
| N. | Pos. | Nome                    | Data di nascita (età)       | Altezza | Pres. | Reti | Squadra                    |
| -- | ---- | ----------------------- | --------------------------- | ------- | ----- | ---- | -------------------------- |
| 3  | RB   | Eduardo Gurbindo        | 8 novembre 1987 (31 anni)   | 1,95 m  | 112   | 160  | HBC Nantes                 |
| 6  | LW   | Ángel Fernández         | 16 settembre 1988 (30 anni) | 1,92 m  | 35    | 100  | Vive Kielce                |
| 9  | CB   | Raúl Entrerríos         | 12 febbraio 1981 (37 anni)  | 1,95 m  | 241   | 528  | FC Barcelona               |
| 10 | RB   | Alex Dujshebaev         | 17 dicembre 1992 (26 anni)  | 1,87 m  | 71    | 176  | Vive Kielce                |
| 11 | CB   | Daniel Sarmiento        | 25 agosto 1983 (35 anni)    | 1,86 m  | 98    | 210  | Saint-Raphaël              |
| 13 | P    | Julen Aguinagalde       | 8 dicembre 1982 (36 anni)   | 1,95 m  | 172   | 434  | Vive Kielce                |
| 16 | GK   | Arpad Šterbik           | 20 novembre 1979 (39 anni)  | 2,00 m  | 77    | 0    | Telekom Veszprém           |
| 21 | LB   | Joan Cañellas           | 30 settembre 1986 (32 anni) | 1,98 m  | 160   | 416  | Pick Szeged                |
| 24 | LB   | Viran Morros            | 15 dicembre 1983 (35 anni)  | 1,99 m  | 202   | 157  | Paris Saint-Germain        |
| 28 | RW   | Aleix Gómez             | 7 maggio 1997 (21 anni)     | 1,80 m  | 8     | 25   | FC Barcelona               |
| 29 | LW   | Aitor Ariño             | 5 ottobre 1992 (26 anni)    | 1,87 m  | 32    | 69   | FC Barcelona               |
| 30 | P    | Gedeón Guardiola        | 1º ottobre 1984 (34 anni)   | 2,00 m  | 12    | 149  | Rhein-Neckar Löwen         |
| 31 | LB   | Iosu Goñi Leoz          | 4 gennaio 1990 (29 anni)    | 1,95 m  | 43    | 69   | Pays d'Aix Université Club |
| 33 | GK   | Gonzalo Pérez de Vargas | 10 gennaio 1991 (28 anni)   | 1,90 m  | 85    | 5    | Barcelona                  |
| 44 | GK   | Rodrigo Corrales        | 24 gennaio 1991 (27 anni)   | 2,02 m  | 45    | 1    | Paris Saint-Germain        |
| 49 | RW   | Ferrán Solé             | 25 agosto 1992 (26 anni)    | 1,78 m  | 20    | 81   | Fenix Toulouse             |
| 55 | P    | Adrià Figueras          | 31 agosto 1988 (30 anni)    | 1,92 m  | 36    | 83   | BM Granollers              |
| 59 | LB   | Daniel Dujshebaev       | 4 luglio 1997 (21 anni)     | 1,97 m  | 23    | 38   | Vive Kielce                |

## Girone C

### Austria
Commissario tecnico:  Patrekur Jóhannesson
| N. | Pos. | Nome                 | Data di nascita (età)      | Altezza | Pres. | Reti | Squadra                  |
| -- | ---- | -------------------- | -------------------------- | ------- | ----- | ---- | ------------------------ |
| 1  | GK   | Thomas Bauer         | 24 gennaio 1986 (32 anni)  | 1,90 m  | 139   | 0    | FC Porto                 |
| 4  | RB   | Maximilian Hermann   | 10 dicembre 1991 (27 anni) | 1,94 m  | 48    | 103  | Alpla HC Hard            |
| 6  | CB   | Dominik Schmid       | 7 settembre 1989 (29 anni) | 1,93 m  | 53    | 70   | Alpla HC Hard            |
| 7  | RB   | Janko Božović        | 14 luglio 1985 (33 anni)   | 2,04 m  | 133   | 339  | TV Emsdetten             |
| 8  | CB   | Sebastian Spendier   | 17 dicembre 1996 (22 anni) | 1,89 m  | 2     | 0    | Handball Tirol           |
| 12 | GK   | Nikola Marinovic     | 29 agosto 1976 (42 anni)   | 1,98 m  | 165   | 0    | Kadetten Schaffhausen    |
| 13 | LB   | Frederic Wüstner     | 7 settembre 1992 (26 anni) | 1,91 m  | 4     | 0    | TSV St. Otmar St. Gallen |
| 20 | LW   | Sebastian Frimmel    | 18 dicembre 1995 (23 anni) | 1,90 m  | 40    | 81   | Kadetten Schaffhausen    |
| 27 | RW   | Marian Klopcic       | 14 gennaio 1992 (26 anni)  | 1,84 m  | 40    | 37   | Bregenz                  |
| 28 | RW   | Robert Weber         | 25 novembre 1985 (33 anni) | 1,79 m  | 160   | 699  | SC Magdeburg             |
| 30 | RB   | Boris Zivkovic       | 2 maggio 1992 (26 anni)    | 1,95 m  | 10    | 12   | Alpla HC Hard            |
| 32 | CB   | Gerald Zeiner        | 28 giugno 1988 (30 anni)   | 1,90 m  | 34    | 74   | Alpla HC Hard            |
| 45 | LB   | Daniel Dicker        | 5 giugno 1995 (23 anni)    | 1,98 m  | 0     | 0    | HSG Graz                 |
| 53 | CB   | Nikola Bilyk         | 28 novembre 1996 (22 anni) | 1,98 m  | 53    | 202  | THW Kiel                 |
| 55 | P    | Tobias Wagner        | 26 marzo 1995 (23 anni)    | 1,98 m  | 32    | 58   | Fivers Margareten        |
| 56 | GK   | Kristian Pilipovic   | 10 dicembre 1994 (24 anni) | 1,90 m  | 23    | 0    | Kadetten Schaffhausen    |
| 85 | P    | Lukas Herburger      | 19 dicembre 1994 (24 anni) | 1,97 m  | 11    | 6    | Kadetten Schaffhausen    |
| 92 | LW   | Raul Santos          | 1º giugno 1992 (26 anni)   | 1,80 m  | 72    | 287  | SC DHfK Leipzig          |
| 95 | LB   | Romas Kirveliavičius | 5 marzo 1988 (30 anni)     | 2,00 m  | 37    | 31   | HBW Balingen-Weilstetten |

### Cile
Commissario tecnico:  Mateo Garralda
| N. | Pos. | Nome                  | Data di nascita (età)      | Altezza | Pres. | Reti | Squadra                        |
| -- | ---- | --------------------- | -------------------------- | ------- | ----- | ---- | ------------------------------ |
| 1  | GK   | Felipe Barrientos     | 12 giugno 1984 (34 anni)   | 1,84 m  | 90    | 2    | BM Zamora                      |
| 2  | LW   | Sebastián Ceballos    | 1º luglio 1992 (26 anni)   | 1,75 m  | 44    | 64   | BM Zamora                      |
| 4  | LB   | Erwin Feuchtmann      | 2 maggio 1990 (28 anni)    | 1,90 m  | 48    | 190  | Istres Provence Handball       |
| 5  | LW   | Elías Oyarzún         | 11 dicembre 1988 (30 anni) | 1,74 m  | 20    | 40   | Balónmano Ovalle               |
| 7  | LB   | Diego Reyes           | 24 luglio 1992 (26 anni)   | 1,82 m  | 35    | 40   | ARS Palma del Río              |
| 9  | P    | Javier Frelijj        | 28 gennaio 1991 (27 anni)  | 1,90 m  | 40    | 45   | CD Luterano                    |
| 10 | CB   | Emil Feuchtmann       | 1º giugno 1983 (35 anni)   | 1,76 m  | 119   | 310  | Grand Nancy Métropole Handball |
| 11 | P    | Esteban Salinas       | 18 gennaio 1992 (26 anni)  | 1,80 m  | 55    | 95   | CD Bidasoa                     |
| 12 | GK   | Felipe García         | 26 ottobre 1993 (25 anni)  | 1,88 m  | 28    | 1    | Italiano                       |
| 17 | RB   | Rodrigo Salinas Muñoz | 25 febbraio 1989 (29 anni) | 1,88 m  | 78    | 210  | CD Bidasoa                     |
| 18 | CB   | Julio Baumann         | 29 gennaio 1998 (20 anni)  | 1,85 m  | 0     | 0    |                                |
| 20 | RW   | Sebastián Pavez       | 30 agosto 1996 (22 anni)   | 1,82 m  | 4     | 9    | BM Usab                        |
| 29 | P    | Marco Oneto           | 3 giugno 1982 (36 anni)    | 2,04 m  | 110   | 175  |                                |
| 30 | RB   | Daniel Ayala          | 30 dicembre 1995 (23 anni) | 1,78 m  | 16    | 32   | BM Usab                        |
| 44 | LB   | Aaron Codina          | 19 febbraio 1999 (19 anni) | 1,93 m  | 10    | 12   | Liceo Nacional de Maipú        |
| 77 | LB   | Víctor Donoso         | 27 novembre 1990 (28 anni) | 1,90 m  | 40    | 45   | Junior Fasano                  |

### Danimarca
Commissario tecnico: Nikolaj Jacobsen
| N. | Pos. | Nome                    | Data di nascita (età)       | Altezza | Pres. | Reti | Squadra               |
| -- | ---- | ----------------------- | --------------------------- | ------- | ----- | ---- | --------------------- |
| 1  | GK   | Niklas Landin Jacobsen  | 19 dicembre 1988 (30 anni)  | 2,01 m  | 189   | 6    | THW Kiel              |
| 4  | LW   | Magnus Landin Jacobsen  | 20 agosto 1995 (23 anni)    | 1,96 m  | 42    | 75   | THW Kiel              |
| 6  | LW   | Casper Ulrich Mortensen | 14 dicembre 1989 (29 anni)  | 1,90 m  | 120   | 317  | Barcelona             |
| 10 | LB   | Nikolaj Markussen       | 1º agosto 1988 (30 anni)    | 2,12 m  | 57    | 132  | Bjerringbro-Silkeborg |
| 11 | CB   | Rasmus Lauge Schmidt    | 20 giugno 1991 (27 anni)    | 1,93 m  | 107   | 233  | Flensburg-Handewitt   |
| 14 | P    | Anders Zachariassen     | 4 settembre 1991 (27 anni)  | 1,92 m  | 25    | 51   | Flensburg-Handewitt   |
| 16 | GK   | Jannick Green           | 29 settembre 1989 (29 anni) | 1,95 m  | 113   | 2    | Magdeburg             |
| 17 | RW   | Lasse Svan Hansen       | 31 agosto 1983 (35 anni)    | 1,85 m  | 198   | 454  | Flensburg-Handewitt   |
| 18 | RW   | Hans Lindberg           | 1º agosto 1981 (37 anni)    | 1,88 m  | 261   | 729  | Füchse Berlin         |
| 19 | P    | Rene Toft Hansen        | 1º novembre 1984 (34 anni)  | 2,00 m  | 137   | 199  | Telekom Veszprém      |
| 21 | LB   | Henrik Møllgaard        | 2 gennaio 1985 (34 anni)    | 1,96 m  | 135   | 164  | Aalborg Håndbold      |
| 22 | CB   | Mads Mensah Larsen      | 12 agosto 1991 (27 anni)    | 1,88 m  | 111   | 217  | Rhein-Neckar Löwen    |
| 23 | P    | Henrik Toft Hansen      | 18 dicembre 1986 (32 anni)  | 2,00 m  | 117   | 210  | Paris Saint-Germain   |
| 24 | LB   | Mikkel Hansen           | 22 ottobre 1987 (31 anni)   | 1,92 m  | 191   | 907  | Paris Saint-Germain   |
| 25 | CB   | Morten Olsen            | 11 ottobre 1984 (34 anni)   | 1,84 m  | 79    | 182  | TSV Hannover-Burgdorf |
| 26 | RW   | Jóhan Hansen            | 1º maggio 1994 (24 anni)    | 1,90 m  | 13    | 27   | Bjerringbro-Silkeborg |
| 31 | RB   | Nikolaj Øris Nielsen    | 26 settembre 1986 (32 anni) | 1,94 m  | 24    | 24   | Bjerringbro-Silkeborg |
| 34 | P    | Simon Hald              | 28 settembre 1994 (24 anni) | 2,03 m  | 15    | 11   | Flensburg-Handewitt   |

### Norvegia
Commissario tecnico: Christian Berge
| N. | Pos. | Nome                 | Data di nascita (età)       | Altezza | Pres. | Reti | Squadra                |
| -- | ---- | -------------------- | --------------------------- | ------- | ----- | ---- | ---------------------- |
| 5  | CB   | Sander Sagosen       | 14 settembre 1995 (23 anni) | 1,95 m  | 80    | 346  | Paris Saint-Germain    |
| 8  | P    | Bjarte Myrhol        | 29 maggio 1982 (36 anni)    | 1,95 m  | 226   | 694  | Skjern Håndbold        |
| 9  | P    | Henrik Jakobsen      | 16 dicembre 1992 (26 anni)  | 1,96 m  | 33    | 34   | Toulouse               |
| 11 | P    | Petter Øverby        | 26 marzo 1992 (26 anni)     | 1,95 m  | 49    | 17   | HC Erlangen            |
| 16 | GK   | Espen Christensen    | 17 giugno 1985 (33 anni)    | 1,90 m  | 88    | 2    | GWD Minden             |
| 17 | LW   | Magnus Jøndal        | 7 febbraio 1988 (30 anni)   | 1,81 m  | 128   | 355  | SG Flensburg-Handewitt |
| 19 | RW   | Kristian Bjørnsen    | 10 gennaio 1989 (30 anni)   | 1,92 m  | 98    | 457  | HSG Wetzlar            |
| 21 | P    | Magnus Gullerud      | 13 novembre 1991 (27 anni)  | 1,93 m  | 106   | 121  | GWD Minden             |
| 23 | LB   | Gøran Johannessen    | 26 aprile 1994 (24 anni)    | 1,93 m  | 45    | 77   | SG Flensburg-Handewitt |
| 24 | CB   | Christian O'Sullivan | 22 agosto 1991 (27 anni)    | 1,90 m  | 95    | 143  | SC Magdeburg           |
| 25 | RB   | Eivind Tangen        | 4 maggio 1993 (25 anni)     | 1,95 m  | 67    | 111  | Skjern Håndbold        |
| 27 | RB   | Harald Reinkind      | 17 agosto 1992 (26 anni)    | 1,96 m  | 81    | 162  | THW Kiel               |
| 30 | GK   | Torbjørn Bergerud    | 16 luglio 1994 (24 anni)    | 2,00 m  | 58    | 0    | SG Flensburg-Handewitt |
| 44 | RW   | Kevin Gulliksen      | 9 novembre 1996 (22 anni)   | 1,79 m  | 13    | 13   | GWD Minden             |
| 71 | LW   | Alexander Blonz      | 17 aprile 2000 (18 anni)    | 1,85 m  | 3     | 7    | Viking HK              |
| 77 | RB   | Magnus Abelvik Rød   | 7 luglio 1997 (21 anni)     | 2,03 m  | 34    | 47   | SG Flensburg-Handewitt |
| 89 | LB   | Espen Lie Hansen     | 1º marzo 1989 (29 anni)     | 1,96 m  | 149   | 443  | HBC Nantes             |

### Arabia Saudita
Commissario tecnico:  Boris Denič
| N. | Pos. | Nome                | Data di nascita (età)      | Altezza | Pres. | Reti | Squadra    |
| -- | ---- | ------------------- | -------------------------- | ------- | ----- | ---- | ---------- |
| 1  | GK   | Amro Mohammed       | 28 giugno 1989 (29 anni)   | 1,87 m  | 0     | 0    | Al-Ahli    |
| 3  | LW   | Abdullah Al-Abbas   | 30 gennaio 1992 (26 anni)  | 1,65 m  | 52    | 180  | Al-Noor    |
| 5  | P    | Hassan Al-Janabi    | 25 luglio 1983 (35 anni)   | 1,86 m  | 66    | 79   | Mudhar     |
| 7  | RB   | Rami Al-Mutairi     | 25 ottobre 1995 (23 anni)  | 1,72 m  | 75    | 90   | Al-Arabi   |
| 10 | P    | Ali Al-Ibrahim      | 24 maggio 1997 (21 anni)   | 1,81 m  | 23    | 52   | Al-Khaligj |
| 13 | RW   | Abdulazez Saeed     | 28 gennaio 1990 (28 anni)  | 1,86 m  | 21    | 17   | Al-Ahli    |
| 15 | RW   | Ahmed Al-Abdulali   | 18 giugno 1988 (30 anni)   | 1,82 m  | 120   | 300  | Mudhar     |
| 16 | GK   | Mohammad Al-Salem   | 3 aprile 1986 (32 anni)    | 1,85 m  | 210   | 14   | Al-Noor    |
| 18 | CB   | Fahad Al-Farhan     | 25 ottobre 1995 (23 anni)  | 1,76 m  | 9     | 1    | Al-Rawdhah |
| 23 | LW   | Abdullah Al-Hulaili | 16 giugno 1994 (24 anni)   | 1,74 m  | 21    | 35   | Mudhar     |
| 33 | P    | Adnan Radnah        | 19 dicembre 1991 (27 anni) | 1,91 m  | 0     | 0    | Al-Ahli    |
| 37 | CB   | Mohammed Al-Abbas   | 19 dicembre 1992 (26 anni) | 1,70 m  | 81    | 170  | Mudhar     |
| 44 | LB   | Mahdi Al-Salem      | 16 febbraio 1990 (28 anni) | 1,85 m  | 126   | 396  | Al-Noor    |
| 57 | CB   | Mojtaba Al-Salem    | 15 giugno 1994 (24 anni)   | 1,81 m  | 43    | 124  | Al-Noor    |
| 66 | RB   | Abdulaziz Khayri    | 18 giugno 1997 (21 anni)   | 1,83 m  | 7     | 15   | Al-Ahli    |
| 90 | LW   | Muneer Abu Al-Rahi  | 16 giugno 1994 (24 anni)   | 1,74 m  | 21    | 35   | Mudhar     |
| 93 | LB   | Abdullah Al-Hammad  | 10 ottobre 1990 (28 anni)  | 1,85 m  | 90    | 112  | Al-Noor    |
| 99 | LB   | Abbas Al-Saffar     | 15 gennaio 1994 (24 anni)  | 1,82 m  | 28    | 41   | Mudhar     |

### Tunisia
Commissario tecnico:  Antonio Gerona
| N. | Pos.  | Nome                | Data di nascita (età)       | Altezza | Pres. | Reti | Squadra              |
| -- | ----- | ------------------- | --------------------------- | ------- | ----- | ---- | -------------------- |
| 1  | GK    | Makram Missaoui     | 14 febbraio 1981 (37 anni)  | 1,88 m  | 188   | 4    | CS Dinamo București  |
| 7  | RW    | Ramzi Majdoub       | 9 maggio 1993 (25 anni)     | 1,88 m  | 13    | 34   | Club Africain        |
| 10 | CB    | Kamel Alouini       | 6 luglio 1988 (30 anni)     | 1,82 m  | 123   | 251  | CS Dinamo București  |
| 12 | GK    | Marouen Maggaiz     | 28 luglio 1983 (35 anni)    | 1,92 m  | 200   | 3    | CSM București        |
| 13 | RW/RB | Oussama Hosni       | 17 settembre 1992 (26 anni) | 1,92 m  | 94    | 109  | Pontault-Combault    |
| 15 | CB    | Khaled Haj Youssef  | 12 gennaio 1989 (29 anni)   | 1,89 m  | 80    | 56   | Al Sadd              |
| 17 | LB    | Youssef Maaraf      | 21 luglio 1996 (22 anni)    | 1,95 m  | 13    | 14   | Al Ahly              |
| 19 | LB    | Mosbah Sanaï        | 26 marzo 1991 (27 anni)     | 1,91 m  | 108   | 303  | Al-Nasr              |
| 20 | CB    | Achraf Saafi        | 11 agosto 1992 (26 anni)    | 1,85 m  | 54    | 115  | Sahel HC             |
| 21 | LW    | Oussama Boughanmi   | 5 febbraio 1990 (28 anni)   | 1,85 m  | 130   | 584  | Espérance de Tunis   |
| 39 | CB/LB | Mohamed Soussi      | 17 gennaio 1993 (25 anni)   | 1,94 m  | 90    | 141  | Montpellier Handball |
| 42 | LB    | Wael Jallouz        | 3 maggio 1991 (27 anni)     | 1,97 m  | 126   | 332  | Füchse Berlin        |
| 69 | P     | Jihed Jaballah      | 29 luglio 1989 (29 anni)    | 2,04 m  | 51    | 89   | Selka Eskisehir      |
| 89 | LW    | Rafik Bacha         | 4 dicembre 1989 (29 anni)   | 1,88 m  | 27    | 99   | Sahel HC             |
| 90 | P     | Marouan Chouiref    | 27 maggio 1990 (28 anni)    | 1,95 m  | 138   | 215  | Tremblay-en-France   |
| 92 | LB    | Oussama Jaziri      | 6 novembre 1992 (26 anni)   | 1,91 m  | 19    | 36   | Espérance de Tunis   |
| 93 | GK    | Ahmed Bedoui        | 1º dicembre 1993 (25 anni)  | 1,93 m  | 10    | 0    | Espérance de Tunis   |
| 96 | RW    | Anouar Ben Abdallah | 20 giugno 1996 (22 anni)    | 1,86 m  | 22    | 33   | Sahel HC             |

## Girone D

### Angola
Commissario tecnico: Filipe Cruz
| N. | Pos. | Nome                  | Data di nascita (età)       | Altezza | Pres. | Reti | Squadra                |
| -- | ---- | --------------------- | --------------------------- | ------- | ----- | ---- | ---------------------- |
| 2  | P    | Agnelo Quitongo       | 22 novembre 1991 (27 anni)  | 1,88 m  | 5     | 3    | Primeiro de Agosto     |
| 4  | P    | Gabriel Teca          | 2 febbraio 1991 (27 anni)   | 1,92 m  | 31    | 28   | Primeiro de Agosto     |
| 5  | CB   | Romé Hebo             | 11 aprile 1992 (26 anni)    | 1,92 m  | 54    | 84   | Primeiro de Agosto     |
| 7  | CB   | Cláudio Lopes         | 28 febbraio 1992 (26 anni)  | 1,77 m  | 0     | 0    | Primeiro de Agosto     |
| 8  | LW   | Otiniel Pascoal       | 21 febbraio 1995 (23 anni)  | 1,79 m  | 39    | 42   | Primeiro de Agosto     |
| 9  | CB   | Adilson Maneco        | 2 marzo 1993 (25 anni)      | 1,70 m  | 39    | 42   | Primeiro de Agosto     |
| 10 | CB   | Manuel Nascimento     | 15 marzo 1994 (24 anni)     | 1,83 m  | 40    | 90   | Primeiro de Agosto     |
| 11 | LB   | Francisco Almeida     | 5 giugno 1995 (23 anni)     | 1,90 m  | 0     | 0    | Primeiro de Agosto     |
| 13 | P    | Aguinaldo Tati        | 10 agosto 1990 (28 anni)    | 2,00 m  | 0     | 0    | Primeiro de Agosto     |
| 14 | LW   | Claúdio Chicola       | 25 settembre 1999 (19 anni) | 1,90 m  | 0     | 0    | G.D. Interclube        |
| 16 | GK   | Giovane Muachissengue | 20 febbraio 1984 (34 anni)  | 1,88 m  | 53    | 1    | Primeiro de Agosto     |
| 19 | RW   | Elsemar Pedro         | 4 aprile 1990 (28 anni)     | 1,80 m  | 39    | 30   | Primeiro de Agosto     |
| 20 | GK   | Custódio Gouveia      | 27 luglio 1985 (33 anni)    | 1,91 m  | 0     | 0    | Inter Clube Angola     |
| 21 | RW   | Adelino Pestana       | 11 marzo 1992 (26 anni)     | 1,86 m  | 49    | 125  | G.D. Interclube        |
| 79 | RW   | Edvaldo Ferreira      | 28 maggio 1990 (28 anni)    | 2,00 m  | 31    | 122  | Smouha Club Alexandria |
| 99 | P    | Declerck Sibo         | 19 maggio 1994 (24 anni)    | 1,92 m  | 21    | 19   | Primeiro de Agosto     |

### Argentina
Commissario tecnico:  Manolo Cadenas
| N. | Pos. | Nome                   | Data di nascita (età)       | Altezza | Pres. | Reti | Squadra               |
| -- | ---- | ---------------------- | --------------------------- | ------- | ----- | ---- | --------------------- |
| 1  | GK   | Matías Schulz          | 12 febbraio 1982 (36 anni)  | 1,90 m  | 196   | 4    | Pfadi Winterthur      |
| 2  | LW   | Federico Fernández     | 17 ottobre 1989 (29 anni)   | 1,91 m  | 151   | 551  | UNLu                  |
| 4  | CB   | Sebastián Simonet      | 12 maggio 1986 (32 anni)    | 1,89 m  | 155   | 345  | Ademar León           |
| 7  | LW   | Ignacio Pizarro        | 8 febbraio 1990 (28 anni)   | 1,78 m  | 24    | 59   | UNLu                  |
| 8  | CB   | Pablo Simonet          | 4 maggio 1992 (26 anni)     | 1,85 m  | 83    | 183  | CB Benidorm           |
| 9  | RW   | Santiago Baronetto     | 27 ottobre 1992 (26 anni)   | 1,87 m  | 31    | 14   | BM Ciudad Encantada   |
| 10 | RB   | Federico Matías Vieyra | 21 luglio 1988 (30 anni)    | 1,92 m  | 190   | 395  | Ademar León           |
| 11 | P    | Lucas Moscariello      | 19 febbraio 1992 (26 anni)  | 1,90 m  | 34    | 52   | BM Ciudad Encantada   |
| 13 | CB   | Juan Pablo Fernández   | 30 settembre 1988 (30 anni) | 1,92 m  | 121   | 162  | UNLu                  |
| 15 | P    | Gonzalo Carou          | 15 agosto 1979 (39 anni)    | 1,90 m  | 240   | 513  | Ademar León           |
| 17 | CB   | Manuel Crivelli        | 18 ottobre 1993 (25 anni)   | 1,78 m  | 14    | 19   | Cavigal Nice Handball |
| 18 | LB   | Guillermo Fischer      | 18 luglio 1996 (22 anni)    | 2,00 m  | 15    | 22   | SD Teucro             |
| 20 | RB   | Ramiro Martínez        | 22 luglio 1995 (23 anni)    | 1,80 m  | 9     | 22   | MMT Seguros Zamora    |
| 22 | P    | Gastón Mouriño         | 12 ottobre 1994 (24 anni)   | 1,92 m  | 14    | 23   | BM Valladolid         |
| 40 | GK   | Leonel Maciel          | 4 gennaio 1989 (30 anni)    | 1,92 m  | 52    | 6    | BM Ciudad Encantada   |
| 77 | LB   | Nicolás Bonanno        | 18 novembre 1991 (27 anni)  | 1,98 m  | 22    | 21   | BM Huesca             |

### Egitto
Commissario tecnico:  David Davis
| N. | Pos. | Nome              | Data di nascita (età)       | Altezza | Pres. | Reti | Squadra              |
| -- | ---- | ----------------- | --------------------------- | ------- | ----- | ---- | -------------------- |
| 5  | RB   | Yahia Omar        | 9 settembre 1997 (21 anni)  | 1,95 m  | 81    |      | Zamalek              |
| 9  | CB   | Eslam Eissa       | 2 luglio 1988 (30 anni)     | 1,90 m  | 356   |      | Al Ahly              |
| 17 | CB   | Ahmed Khairy      | 15 settembre 1994 (24 anni) | 1,88 m  | 82    |      | Al Ahly              |
| 18 | P    | Mohamed Maher     | 26 maggio 1992 (26 anni)    | 1,95 m  | 25    |      | Al Gazira            |
| 22 | LB   | Omar Hagag        | 13 marzo 1990 (28 anni)     | 1,90 m  | 192   |      | Al Ahly              |
| 24 | P    | Ibrahim El-Masry  | 11 marzo 1989 (29 anni)     | 1,95 m  | 149   |      | Al Ahly              |
| 25 | P    | Wisam Nawar       | 14 febbraio 1990 (28 anni)  | 1,85 m  | 146   |      | Zamalek              |
| 28 | LB   | Abdelrahman Abdou | 30 gennaio 1996 (22 anni)   | 1,92 m  | 45    |      | Al Ahly              |
| 31 | LW   | Omar El-Wakil     | 14 maggio 1988 (30 anni)    | 1,76 m  | 188   |      | Al Ahly              |
| 39 | LB   | Yehia El-Deraa    | 17 luglio 1995 (23 anni)    | 1,90 m  | 136   |      | Zamalek              |
| 53 | RW   | Akram Saad        | 22 novembre 1994 (24 anni)  | 1,82 m  | 80    |      | Zamalek              |
| 66 | RB   | Ahmed El-Ahmar    | 27 gennaio 1984 (34 anni)   | 1,89 m  | 696   |      | Zamalek              |
| 88 | GK   | Karim Handawy     | 1º maggio 1988 (30 anni)    | 1,88 m  | 360   |      | Beşiktaş             |
| 89 | P    | Mohamed Shebib    | 1º aprile 1989 (29 anni)    | 1,91 m  | 166   |      | Montpellier Handball |
| 90 | LB   | Ali Zein          | 14 dicembre 1990 (28 anni)  | 1,94 m  | 230   |      | Sharjah              |
| 91 | RW   | Mohamed Sanad     | 16 gennaio 1991 (27 anni)   | 1,91 m  | 205   |      | USAM Nîmes Gard      |
| 92 | LW   | Karim Abdelrahim  | 27 ottobre 1992 (26 anni)   | 1,87 m  | 80    |      | Zamalek              |
| 96 | GK   | Mohamed El-Tayar  | 7 aprile 1996 (22 anni)     | 1,92 m  | 42    |      | Al Ahly              |

### Ungheria
Commissario tecnico: István Csoknyai
| N. | Pos. | Nome             | Data di nascita (età)       | Altezza | Pres. | Reti | Squadra               |
| -- | ---- | ---------------- | --------------------------- | ------- | ----- | ---- | --------------------- |
| 2  | P    | Adrián Sipos     | 8 marzo 1990 (28 anni)      | 1,98 m  | 8     | 10   | Tatabánya KC          |
| 3  | LB   | Ferenc Ilyés     | 20 dicembre 1981 (37 anni)  | 1,98 m  | 219   | 509  | Tatabánya KC          |
| 5  | P    | Timuzsin Schuch  | 5 giugno 1985 (33 anni)     | 1,97 m  | 164   | 80   | Ferencvárosi TC       |
| 6  | LW   | Ádám Juhász      | 6 giugno 1996 (22 anni)     | 1,83 m  | 30    | 66   | Tatabánya KC          |
| 7  | CB   | Gábor Császár    | 16 giugno 1984 (34 anni)    | 1,86 m  | 238   | 837  | Kadetten Schaffhausen |
| 9  | RB   | Zsolt Balogh     | 29 marzo 1989 (29 anni)     | 1,89 m  | 47    | 123  | Pick Szeged           |
| 11 | LB   | Patrik Ligetvári | 13 febbraio 1996 (22 anni)  | 2,01 m  | 30    | 18   | CB Ademar León        |
| 12 | GK   | Márton Székely   | 2 gennaio 1990 (29 anni)    | 1,95 m  | 29    | 0    | Tatabánya KC          |
| 13 | LW   | Bendegúz Bóka    | 2 ottobre 1993 (25 anni)    | 1,95 m  | 13    | 26   | Balatonfüredi KSE     |
| 16 | GK   | Roland Mikler    | 20 settembre 1984 (34 anni) | 1,90 m  | 190   | 0    | Telekom Veszprém      |
| 19 | RB   | László Nagy      | 3 marzo 1981 (37 anni)      | 2,08 m  | 201   | 732  | Telekom Veszprém      |
| 22 | LB   | Iman Jamali      | 11 ottobre 1991 (27 anni)   | 2,00 m  | 32    | 80   | Telekom Veszprém      |
| 23 | RB   | Dominik Máthé    | 1º aprile 1999 (19 anni)    | 2,01 m  | 2     | 1    | Balatonfüredi KSE     |
| 27 | P    | Bence Bánhidi    | 9 febbraio 1995 (23 anni)   | 2,06 m  | 54    | 128  | Pick Szeged           |
| 30 | LB   | Zoltán Szita     | 10 febbraio 1998 (20 anni)  | 1,96 m  | 2     | 2    | Balatonfüredi KSE     |
| 33 | RB   | Gábor Ancsin     | 27 novembre 1990 (28 anni)  | 2,02 m  | 105   | 214  | Ferencvárosi TC       |
| 39 | LB   | Richárd Bodó     | 13 marzo 1993 (25 anni)     | 2,03 m  | 53    | 157  | Pick Szeged           |
| 47 | RW   | Péter Hornyák    | 4 ottobre 1995 (23 anni)    | 1,75 m  | 25    | 34   | Balatonfüredi KSE     |
| 66 | CB   | Máté Lékai       | 16 giugno 1988 (30 anni)    | 1,90 m  | 124   | 331  | Telekom Veszprém      |

### Qatar
Commissario tecnico:  Valero Rivera
| N. | Pos. | Nome                | Data di nascita (età)       | Altezza | Pres. | Reti | Squadra          |
| -- | ---- | ------------------- | --------------------------- | ------- | ----- | ---- | ---------------- |
| 1  | GK   | Rasheed Yusuff      | 16 ottobre 1994 (24 anni)   | 1,89 m  | 67    | 0    | Al Sadd          |
| 7  | RB   | Bertrand Roiné      | 17 febbraio 1981 (37 anni)  | 1,98 m  | 69    | 158  |                  |
| 9  | LB   | Rafael Capote       | 5 ottobre 1987 (31 anni)    | 2,00 m  | 62    | 251  | Al-Duhail        |
| 10 | LB   | Frankis Marzo       | 7 settembre 1987 (31 anni)  | 1,91 m  | 9     | 46   | Sporting CP      |
| 12 | GK   | Danijel Šarić       | 27 giugno 1977 (41 anni)    | 1,91 m  | 50    | 0    | Al-Duhail        |
| 16 | GK   | Anadin Suljaković   | 16 giugno 1998 (20 anni)    | 1,96 m  | 11    | 0    | Al Ahli SC       |
| 17 | P    | Firas Chaieb        | 21 luglio 1992 (26 anni)    | 1,94 m  | 38    | 74   | Al-Duhail        |
| 23 | RW   | Allaedine Berrached | 31 gennaio 1994 (24 anni)   | 1,86 m  | 38    | 70   | Al-Duhail        |
| 24 | CB   | Wajdi Sinen         | 17 settembre 1990 (28 anni) | 1,93 m  | 71    | 232  | Al-Gharafa       |
| 25 | CB   | Kamalaldin Mallash  | 1º gennaio 1992 (27 anni)   | 1,85 m  | 83    | 155  | Al-Rayan         |
| 29 | RW   | Nidhal Aissa        | 8 giugno 1991 (27 anni)     | 1,82 m  | 11    | 17   | Al-Wakrah SC     |
| 31 | LW   | Ahmad Madadi        | 31 agosto 1994 (24 anni)    | 1,75 m  | 44    | 128  | Al-Duhail        |
| 41 | P    | Youssef Benali      | 28 maggio 1987 (31 anni)    | 1,93 m  | 56    | 149  | US Ivry Handball |
| 86 | LW   | Mahmoud Hassaballa  | 22 novembre 1986 (32 anni)  | 1,82 m  | 46    | 89   | Al Ahli SC       |
| 92 | LW   | Anis Zouaoui        | 7 febbraio 1992 (26 anni)   | 1,84 m  | 18    | 95   | Al-Wakrah SC     |
| 93 | LW   | Hamdi Ayed          | 16 agosto 1993 (25 anni)    | 1,78 m  | 36    | 100  | Al Sadd          |
| 94 | P    | Ameen Zakkar        | 15 giugno 1994 (24 anni)    | 1,98 m  | 46    | 80   | Al-Rayan         |
| 97 | CB   | Moustafa Heiba      | 17 dicembre 1996 (22 anni)  | 1,84 m  | 52    | 147  | Al-Wakrah SC     |

### Svezia
Commissario tecnico:  Kristján Andrésson
| N. | Pos. | Nome                | Data di nascita (età)       | Altezza | Pres. | Reti | Squadra                |
| -- | ---- | ------------------- | --------------------------- | ------- | ----- | ---- | ---------------------- |
| 5  | P    | Max Darj            | 27 settembre 1991 (27 anni) | 1,92 m  | 41    | 21   | Bergischer HC          |
| 9  | LW   | Jerry Tollbring     | 13 settembre 1995 (23 anni) | 1,82 m  | 51    | 158  | Rhein-Neckar Löwen     |
| 10 | RW   | Niclas Ekberg       | 23 dicembre 1988 (30 anni)  | 1,91 m  | 167   | 684  | THW Kiel               |
| 12 | GK   | Andreas Palicka     | 10 luglio 1986 (32 anni)    | 1,89 m  | 87    | 2    | Rhein-Neckar Löwen     |
| 14 | CB   | Jesper Konradsson   | 4 giugno 1994 (24 anni)     | 1,84 m  | 41    | 49   | Skjern Håndbold        |
| 15 | LW   | Hampus Wanne        | 10 dicembre 1993 (25 anni)  | 1,85 m  | 20    | 42   | SG Flensburg-Handewitt |
| 17 | LB   | Simon Jeppsson      | 15 luglio 1995 (23 anni)    | 2,03 m  | 34    | 77   | SG Flensburg-Handewitt |
| 18 | P    | Fredric Pettersson  | 11 febbraio 1989 (29 anni)  | 2,01 m  | 41    | 49   | Montpellier Handball   |
| 20 | GK   | Mikael Appelgren    | 6 settembre 1989 (29 anni)  | 1,91 m  | 73    | 2    | Rhein-Neckar Löwen     |
| 23 | RB   | Albin Lagergren     | 11 settembre 1992 (26 anni) | 1,86 m  | 36    | 99   | SC Magdeburg           |
| 24 | CB   | Jim Gottfridsson    | 2 settembre 1992 (26 anni)  | 1,91 m  | 68    | 239  | SG Flensburg-Handewitt |
| 25 | CB   | Linus Arnesson      | 11 maggio 1990 (28 anni)    | 1,88 m  | 21    | 20   | Bergischer HC          |
| 32 | RW   | Mattias Zachrisson  | 22 agosto 1990 (28 anni)    | 1,78 m  | 118   | 274  | Füchse Berlin          |
| 35 | P    | Andreas Nilsson     | 12 maggio 1990 (28 anni)    | 1,97 m  | 121   | 273  | MVM Veszprém           |
| 36 | P    | Jesper Nielsen      | 30 agosto 1989 (29 anni)    | 2,00 m  | 100   | 134  | Rhein-Neckar Löwen     |
| 55 | RB   | Kim Andersson       | 21 agosto 1982 (36 anni)    | 2,00 m  | 229   | 800  | Ystads IF              |
| 60 | LB   | Kim Ekdahl du Rietz | 23 luglio 1989 (29 anni)    | 1,94 m  | 77    | 230  | Paris Saint-Germain    |
| 65 | LB   | Lukas Nilsson       | 16 novembre 1996 (22 anni)  | 1,94 m  | 55    | 133  | THW Kiel               |